# دفورمیتی بوتونیر

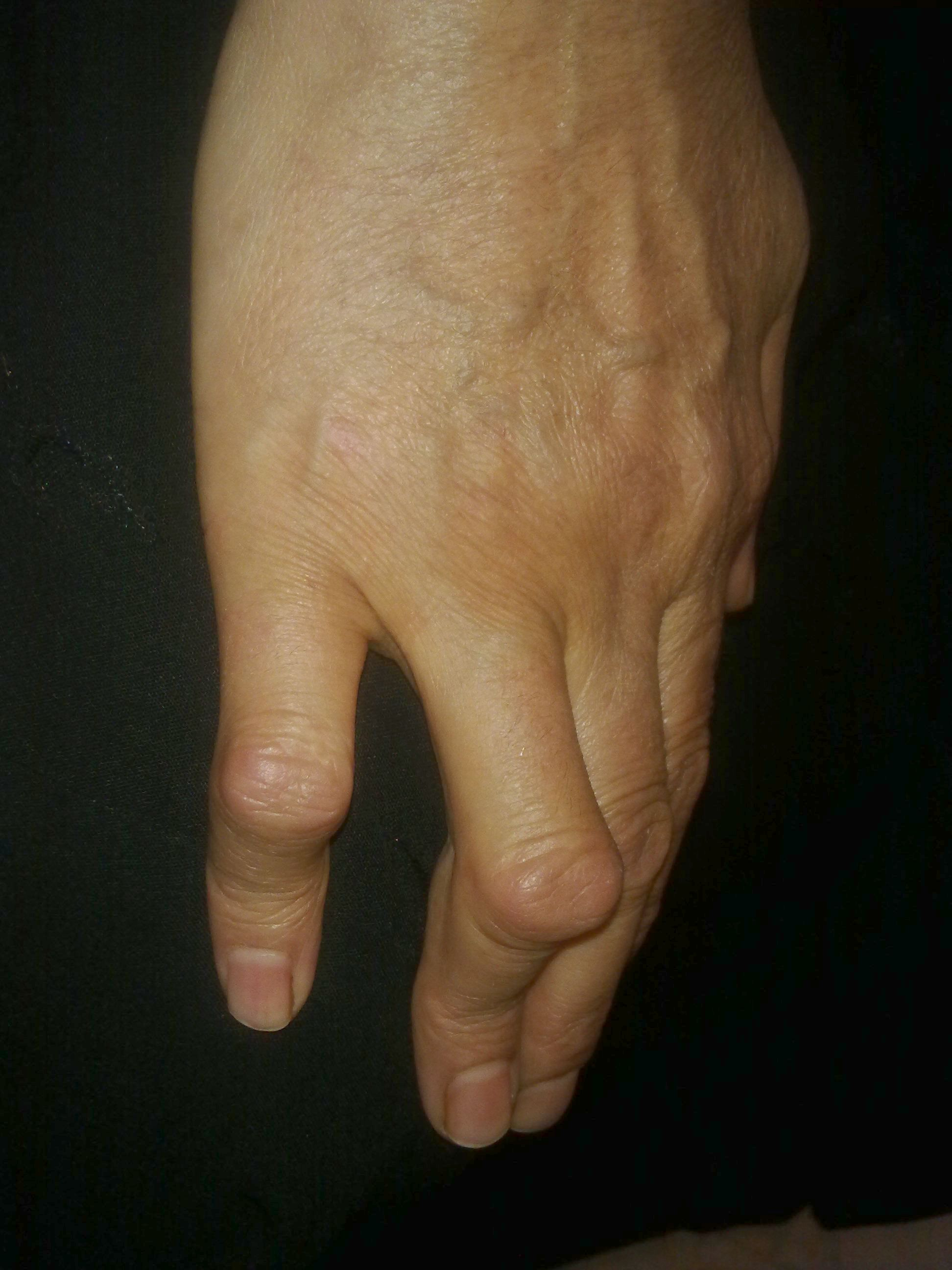
دفورمیتی بوتونیر در انگشت چهارم و پنجم یک خانم پنجاه ساله مبتلا به آرتریت روماتوئید

دفورمیتی بوتونیر، یا بدشکلی انگشت جادکمه‌ای، نوعی تغییر شکل در انگشتان دست یا پا است که در آن، مفصل بین دو بند نزدیکتر به کف دست کاملاً خم می‌شود و مفصل بین دو بند دورتر از کف دست، بیش از مقدار عادی باز می‌گردد، بعبارت پزشکی، مفصل PIP فلکشن و DIP هایپراکستنشن پیدا می‌کند. معمولاً علت چنین تغییر شکلی، یکی از بیماریهای التهابی مفاصل مثل آرتریت روماتوئید یا آسیب به مفصل (مثلاً در تصادف یا سوختگی) است.
نام این بدشکلی مفصلی در انگلیسی، از واژه فرانسوی (به فرانسوی: boutonnière) گرفته شده است که به معنی جادکمه می‌باشد؛ یعنی انگار انگشتی که دچار این دفرمیتی شده است، در حال فشردن یک دکمه است. این دفرمیتی در اصل درست برعکس دفرمیتی گردن قو است که در آن هایپراکستنشن در PIP (مفصل نزدیک) است و هایپرفلکشن در DIP (مفصل بین بندی دور). دفورمیتی گردن قو هم در همان بیماریهای التهابی که دفورمیتی بوتونیر را ایجاد می‌کنند دیده می‌شود.
گاهی ممکن است در دراز مدت، این دفرمیتی به پارگی تاندون بازکننده منجر شود.

## معادل‌های انگلیسی
1. ↑  Boutonniere deformity
2. ↑  Proximal interphalangeal joint
3. ↑  Flexion
4. ↑  Distal interphalangeal joint
5. ↑  Hyperextension
6. ↑  Swan neck deformity